# Francesco Providenti
Francesco (o Franco) Providenti (Messina, 10 febbraio 1935 – Roma, 7 aprile 2024) è stato un magistrato e politico italiano.

## Biografia
Fu sindaco di Messina dal 1994 al 1998, sostenuto da una giunta di centro-sinistra. Già sostituto procuratore a Messina negli anni '80, sostenne la pubblica accusa nel "Maxiprocesso di Messina", primo processo per reati di mafia celebrato nel capoluogo peloritano, e per le sue inchieste sul crimine organizzato messinese subì anche un attentato dinamitardo che colpì la sua abitazione. Prima di impegnarsi in politica, fu protagonista e coordinatore di importanti iniziative di volontariato in città, incentrate prima sul Tribunale dei diritti del malato e poi sulla Lega Antidroga Messinese. Prima ancora fu stato molto attivo nell'associazionismo cattolico (anche come Presidente della F.U.C.I. e del Movimento Laureati di Azione Cattolica), sempre su posizioni favorevoli al rinnovamento post-conciliare.
Nel 1994 venne candidato come indipendente sulla base di una raccolta di firme di cittadini, inizialmente sostenuto dal PDS, PRC, La Rete, Cristiano Sociali e da una serie di associazioni fra cui le ACLI, IL Movimento Cristiano dei Lavoratori - MCL, i sindacati CGIL, CISL e UIL. Dopo aver ottenuto poco più del 20% al primo turno, venne eletto al secondo turno, superando il candidato di centro-destra, che pure ottenne più del 50% nella votazione per il consiglio comunale. La sua amministrazione si caratterizzò per l'immediata soluzione dell'emergenza rifiuti e per una forte attenzione ai temi sociali, anche grazie all'impegno della vicesindaco Enza Sofo e dell'assessore Gaetano Giunta. Venne anche avviato, grazie a un finanziamento europeo, il progetto della tramvia, poi portato a termine dalla successiva sindacatura. L'Azienda dei Trasporti di Messina (ATM) venne profondamente ristrutturata grazie all'opera del Consiglio di Amministrazione guidato dal presidente Gabriele Siracusano.
La squadra di esperti ed assessori (fra cui anche Gaetano Silvestri, futuro presidente dalla Corte Costituzionale, Lia Fava Guzzetta, Luigi Beninati, Lina Panella, Nicola Aricò, Antonio Saitta, Rita Todaro, Gianfranco Moraci) fu fortemente caratterizzata dalla presenza di tecnici e, per la prima volta a Messina, di donne. Negli ultimi due anni entrò a farne parte anche l'ex deputato del Partito Comunista Italiano Giuseppe Mangiapane.
Nel 1998 si ricandidò sindaco con il sostegno dell'Ulivo, ma venne battuto di misura dal candidato del Polo Salvatore Leonardi, venendo eletto consigliere comunale, per il Partito Popolare Italiano a cui aderì poco tempo prima. Negli anni successivi fu anche presidente dell'Azienda Trasporti di Messina (ATM). 
Concluse la carriera in Magistratura come giudice della Corte di cassazione.

## Vita privata
Si sposò con Francesca (o Franca) Piccione Providenti (1938-2024), insegnante di lettere e dirigente dell'Unione Donne Italiane di Messina, con cui ebbe i due figli Salvatore (nato a Messina il 24 ottobre 1963), dirigente Consob fino al 2019, avvocato cassazionista e docente di diritto dei mercati finanziari, e Giovanna (nata a Messina il 9 giugno 1965), dirigente scolastica e autrice di numerosi libri sulla letteratura femminile.